# Villagrán (Guanajuato)
La ciudad de Villagrán, es una cabecera municipal del estado mexicano de Guanajuato, está situada a los 100°53′ de longitud al oeste del meridiano de Greenwich y a los 20°30′ de latitud norte. Su altitud es de 1,730 m s. n. m. (metros sobre el nivel del mar). Al norte limita con el municipio de Santa Cruz de Juventino Rosas; al este con el municipio de Celaya, al sur con el de Cortazar y al oeste con el de Salamanca.
El área total del territorio municipal comprende 125.4 km², equivalentes al 0.41 % de la superficie total del estado. Existen en el municipio un total de 120 localidades.
El asiento original del municipio fue una comunidad de otomíes denominada El Guaje. Su fundación oficial se llevó a cabo el 9 de octubre de 1718 por decretó del virrey don Baltazar de Zúñiga Sotomayor y Mendoza duque de Arión con el nombre de la Purísima Concepción la conquistadora del Guaje. Posteriormente, el 15 de diciembre de 1910, el licenciado Joaquín Obregón González, gobernador del Estado, expide un decreto determinando que el pueblo del Guaje sea elevado a la categoría de villa, con el nombre de Encarnación Ortiz, perteneciente al municipio de Cortazar. Por decreto expedido en 1930, la XXXII Legislatura del Estado crea el municipio de Villagrán.

## Cronología de hechos históricos
- 1718 Fundación Oficial el día 9 de octubre.
- 1721 Trazo del pueblo el día 4 de mayo.
- 1910 El Lic. Joaquín Obregón González, Gobernador del Estado, expide un decreto determinando que el pueblo sea elevado a la categoría de Villa con el nombre de Encarnación de Ortiz el 15 de diciembre.
- 1923 El 4 de marzo los habitantes del pueblo acuerdan ponerle el nombre de Villagrán.
- 1930 Más tarde por decreto del Lic. Agustín Arroyo Ch. oficialmente le pone el nombre de Villagrán a los 3 días del mes de julio.

## Escudo
Siendo gobernador del estado el Lic. José Aguilar y Maya, este ordenó que todos los municipios hicieran un escudo de representación.
En ese entonces fungía como presidente municipal el Señor Belén Ramírez Martínez, quien encargó el trabajo de elaboración del escudo, al pintor y muralista celayense, Manuel Lara.
- La descripción del escudo es la siguiente:
  - Como fondo, simulando un pergamino, el artista dibujo un petate de tule, principal fuente de trabajo de Villagrán de ese entonces.
  - El centro del petate, está dividido en tres partes.
  - En la parte superior está representada la Inmaculada y Purísima Concepción, la conquistadora del Guaje.
  - La parte inferior izquierda tiene una laguna que es precisamente el guaje, donde la gente llevaba su ganado para beber agua.
  - En la parte inferior derecha tiene una espiga de trigo y una mazorca de maíz, que representaba la producción agrícola de la región.
  - Enmarcado lo anterior aparece la frase: "Pueblo humilde y laborioso", que es el lema del municipio.

## Clima
El clima es semiárido subhúmedo, con lluvias en verano, de menor humedad. La temperatura promedio anual es de 19 °C, siendo la máxima registrada de 40 °C, y la mínima de -5 °C. La precipitación pluvial es de 519 milímetros.
| Parámetros climáticos promedio de Villagrán, Gto.        | Parámetros climáticos promedio de Villagrán, Gto. | Parámetros climáticos promedio de Villagrán, Gto. | Parámetros climáticos promedio de Villagrán, Gto. | Parámetros climáticos promedio de Villagrán, Gto. | Parámetros climáticos promedio de Villagrán, Gto. | Parámetros climáticos promedio de Villagrán, Gto. | Parámetros climáticos promedio de Villagrán, Gto. | Parámetros climáticos promedio de Villagrán, Gto. | Parámetros climáticos promedio de Villagrán, Gto. | Parámetros climáticos promedio de Villagrán, Gto. | Parámetros climáticos promedio de Villagrán, Gto. | Parámetros climáticos promedio de Villagrán, Gto. | Parámetros climáticos promedio de Villagrán, Gto. |
| Mes                                                      | Ene.                                              | Feb.                                              | Mar.                                              | Abr.                                              | May.                                              | Jun.                                              | Jul.                                              | Ago.                                              | Sep.                                              | Oct.                                              | Nov.                                              | Dic.                                              | Anual                                             |
| -------------------------------------------------------- | ------------------------------------------------- | ------------------------------------------------- | ------------------------------------------------- | ------------------------------------------------- | ------------------------------------------------- | ------------------------------------------------- | ------------------------------------------------- | ------------------------------------------------- | ------------------------------------------------- | ------------------------------------------------- | ------------------------------------------------- | ------------------------------------------------- | ------------------------------------------------- |
| Temp. máx. abs. (°C)                                     | 31.5                                              | 33                                                | 39                                                | 38                                                | 40                                                | 39                                                | 37                                                | 35.5                                              | 35                                                | 36                                                | 36                                                | 38                                                | 40                                                |
| Temp. máx. media (°C)                                    | 22.5                                              | 24.2                                              | 27.1                                              | 30.5                                              | 31.8                                              | 30                                                | 28.2                                              | 27.8                                              | 27.3                                              | 26.7                                              | 25.5                                              | 23.9                                              | 27.1                                              |
| Temp. media (°C)                                         | 14.1                                              | 15.5                                              | 18                                                | 21                                                | 22.8                                              | 22.6                                              | 21.4                                              | 20.9                                              | 20.5                                              | 19.2                                              | 17                                                | 15.3                                              | 19                                                |
| Temp. mín. media (°C)                                    | 5.7                                               | 6.8                                               | 8.8                                               | 11.6                                              | 13.9                                              | 15.1                                              | 14.5                                              | 14.1                                              | 13.7                                              | 11.6                                              | 8.5                                               | 6.8                                               | 10.9                                              |
| Temp. mín. abs. (°C)                                     | -1.5                                              | -5                                                | 1.5                                               | 4.5                                               | 6                                                 | 6                                                 | 10                                                | 1.5                                               | 4.5                                               | 3                                                 | 1                                                 | -5                                                | -5                                                |
| Lluvias (mm)                                             | 13.6                                              | 11.2                                              | 5.7                                               | 5.8                                               | 37.7                                              | 96.1                                              | 121.3                                             | 107.1                                             | 78.9                                              | 26.5                                              | 9.2                                               | 5.9                                               | 519                                               |
| Días de lluvias (≥ 0.1 mm)                               | 2                                                 | 1.1                                               | 2.1                                               | 2                                                 | 4.2                                               | 9.7                                               | 14.1                                              | 13.5                                              | 10.3                                              | 5.4                                               | 2.5                                               | 1.4                                               | 68.3                                              |
| Fuente: Weatherbase (Monthly - Weather Averages Summary) |                                                   |                                                   |                                                   |                                                   |                                                   |                                                   |                                                   |                                                   |                                                   |                                                   |                                                   |                                                   |                                                   |

## Atractivos culturales y turísticos
- Monumentos históricos
  - Iglesia de la Purísima Concepción: templo de grandes dimensiones y variado estilo arquitectónico, se comenzó a construir el 23 de julio de 1868 y se terminó el 29 de junio de 1913.
  - Capilla de la Virgen de Guadalupe.
  - Capilla de San Martín Caballero.

- Museos
  - El municipio cuenta con un museo llamado "Museo Local".

- Fiestas, danzas y tradiciones se hace el Jueves Santo el lavado de pies y la aprehensión de Jesucristo y el Viernes Santo la crucifixión de Jesucristo.
- La principal festividad es la de Corpus Cristi, se hace una feria.
  - 6 de enero, celebración en honor del Santo Rey Justo Juez.
  - 15 de mayo, celebración del buen temporal, donde se venera a San Isidro Labrador.
  - 8 de diciembre, fiesta religiosa en honor de la Virgen de la Inmaculada Concepción.
  - 12 de diciembre, fiesta en conmemoración de la Virgen de Guadalupe.

- Artesanías
  - Existe en el municipio un grupo descendiente de otomíes, que tiene como principal actividad económica la manufactura de diversos artículos artesanales, entre los que destacan los petates y las canastas.

- Turismo
  - En el ámbito de la recreación y el turismo en el municipio podemos encontrar el parque acuático Villa Gasca, que cuenta con la infraestructura necesaria para brindar un día de descanso y esparcimiento.
    - Industria de la diversión: Villagrán es sede del Carnaval Suchitlan.
      - Dentro de sus fiestas patronales, la conmemorativa del Rey Justo Juez, ha sido tan festejada que ha contribuido al desarrollo económico y turístico, ya que puede observarse una gran cantidad de fieles provenientes de todo el país.